# Olympische Sommerspiele 2016/Teilnehmer (Südkorea)
| Gelbes Symbol für Goldmedaillen mit stilisierten Olympischen Ringen | Graues Symbol für Silbermedaillen mit stilisierten Olympischen Ringen | Braundes Symbol für Bronzemedaillen mit stilisierten Olympischen Ringen |
| ------------------------------------------------------------------- | --------------------------------------------------------------------- | ----------------------------------------------------------------------- |
| 9                                                                   | 3                                                                     | 9                                                                       |

Südkorea nahm an den Olympischen Spielen 2016 in Rio de Janeiro teil. Es war die insgesamt 18. Teilnahme an Olympischen Sommerspielen. Das Korean Olympic Committee nominierte 204 Athleten in 24 Sportarten.
Fahnenträger bei der Eröffnungsfeier war der Fechter Gu Bon-gil sein. Gu hatte 2012 mit der Säbelmannschaft Gold gewonnen.

## Teilnehmer nach Sportarten

### Badminton
| Athleten                       | Wettbewerb | Gruppenphase                                                                            | Gruppenphase                                                           | Gruppenphase | Gruppenphase | Achtelfinale    | Achtelfinale       | Viertelfinale                           | Viertelfinale             | Halbfinale                       | Halbfinale         | Finale                | Finale            | Rang          |
| Athleten                       | Wettbewerb | Gegner                                                                                  | Ergebnis                                                               | Punkte       | Rang         | Gegner          | Ergebnis           | Gegner                                  | Ergebnis                  | Gegner                           | Ergebnis           | Gegner                | Ergebnis          | Rang          |
| ------------------------------ | ---------- | --------------------------------------------------------------------------------------- | ---------------------------------------------------------------------- | ------------ | ------------ | --------------- | ------------------ | --------------------------------------- | ------------------------- | -------------------------------- | ------------------ | --------------------- | ----------------- | ------------- |
| Frauen                         |            |                                                                                         |                                                                        |              |              |                 |                    |                                         |                           |                                  |                    |                       |                   |               |
| Bae Yeon-ju                    | Einzel     | Jeanine Cicognini Özge Bayrak                                                           | 2:0 (21:11, 21:8) 2:0 (21:11, 21:7)                                    | 84:37        | 1            | Nozomi Okuhara  | 0:2 (6:21, 7:21)   | ausgeschieden                           | ausgeschieden             | ausgeschieden                    | ausgeschieden      | ausgeschieden         | ausgeschieden     | ausgeschieden |
| Sung Ji-hyun                   | Einzel     | Delphine Lansac Liang Xiaoyu                                                            | 2:0 (21:13, 21:14) 2:0 (21:17, 21:11)                                  | 84:55        | 1            | Linda Setschiri | 2:0 (21:15, 21:12) | Carolina Marín                          | 1:2 (12:21, 16:21)        | ausgeschieden                    | ausgeschieden      | ausgeschieden         | ausgeschieden     | 5             |
| Chang Ye-na Lee So-hee         | Doppel     | Tang Yuanting Yu Yang Johanna Goliszewski Carla Nelte Gabriela Stoewa Stefani Stoewa    | 2:0 (21:10, 21:12) 2:0 (21:10, 21:10) 0:2 (16:21, 18:21)               | 118:92       | 1            | –               | –                  | Kamilla Rytter Juhl Christinna Pedersen | 1:2 (26:28, 21:18, 15:21) | ausgeschieden                    | ausgeschieden      | ausgeschieden         | ausgeschieden     | 5             |
| Jung Kyung-eun Shin Seung-chan | Doppel     | Eva Lee Paula Obanana Luo Ying Luo Yu Kamilla Rytter Juhl Christinna Pedersen           | 2:0 (21:14, 21:12) 2:0 (21:10, 21:14) 2:0 (23:21, 21:17)               | 130:82       | 1            | –               | –                  | Eefje Muskens Selena Piek               | 2:0 (21:13, 20:22, 21:14) | Misaki Matsutomo Ayaka Takahashi | 0:2 (16:21, 15:21) | Tang Yuanting Yu Yang | 2:0 (21:8, 21:17) | Bronze        |
| Männer                         |            |                                                                                         |                                                                        |              |              |                 |                    |                                         |                           |                                  |                    |                       |                   |               |
| Lee Dong-keun                  | Einzel     | Viktor Axelsen Boonsak Ponsana                                                          | 0:2 (11:21, 13:21) 1:2 (19:21, 21:17, 16:21)                           | 80:101       | 3            | ausgeschieden   | ausgeschieden      | ausgeschieden                           | ausgeschieden             | ausgeschieden                    | ausgeschieden      | ausgeschieden         | ausgeschieden     | ausgeschieden |
| Son Wan-ho                     | Einzel     | Jacob Maliekal Artem Pochtarev                                                          | 2:0 (21:10, 21:10) 2:0 (21:9, 21:15)                                   | 42:20        | 1            | Ng Ka Long      | 2:0 (23:21, 21:17) | Chen Long                               | 1:2 (11:21, 21:18, 11:21) | ausgeschieden                    | ausgeschieden      | ausgeschieden         | ausgeschieden     | 5             |
| Kim Gi-jung Kim Sa-rang        | Doppel     | Mathias Boe Carsten Mogensen Adam Cwalina Przemysław Wacha Marcus Ellis Chris Langridge | 2:0 (21:15, 21:18) 2:0 (21:14, 21:15) 1:2 (21:17, 23:25, 18:21)        | 146:125      | 1            | –               | –                  | Zhang Nan Fu Haifeng                    | 1:2 (21:11, 18:21, 22:24) | ausgeschieden                    | ausgeschieden      | ausgeschieden         | ausgeschieden     | 5             |
| Lee Yong-dae Yoo Yeon-seong    | Doppel     | Lee Sheng-mu Tsai Chia-hsin Wladimir Iwanow Iwan Sosonow Matthew Chau Sawan Serasinghe  | 2:1 (18:21, 21:13, 21:18) 1:2 (17:21, 21:19, 16:21) 2:0 (21:14, 21:16) | 156:143      | 2            | –               | –                  | Goh V Shem Tan Wee Kiong                | 1:2 (21:17, 18:21, 19:21) | ausgeschieden                    | ausgeschieden      | ausgeschieden         | ausgeschieden     | 5             |
| Mixed                          |            |                                                                                         |                                                                        |              |              |                 |                    |                                         |                           |                                  |                    |                       |                   |               |
| Kim Ha-na Ko Sung-hyun         | Doppel     | Jamie Subandhi Phillip Chew Selena Piek Jacco Arends Ayane Kurihara Kenta Kazuno        | 2:0 (21:10, 21:12) 2:0 (21:10, 21:10) 2:0 (23:21, 21:17)               | 130:82       | 1            | –               | –                  | Xu Chen Ma Jin                          | 0:2 (17:21, 18:21)        | ausgeschieden                    | ausgeschieden      | ausgeschieden         | ausgeschieden     | 5             |

### Bogenschießen
| Athleten                              | Wettbewerb | Qualifikation | Qualifikation | 1. Runde                                  | 1. Runde                                  | 2. Runde             | 2. Runde      | Achtelfinale   | Achtelfinale  | Viertelfinale      | Viertelfinale | Halbfinale    | Halbfinale    | Finale                              | Finale        | Rang          |
| Athleten                              | Wettbewerb | Ringe         | Rang          | Gegner                                    | Ergebnis                                  | Gegner               | Ergebnis      | Gegner         | Ergebnis      | Gegner             | Ergebnis      | Gegner        | Ergebnis      | Gegner                              | Ergebnis      | Rang          |
| ------------------------------------- | ---------- | ------------- | ------------- | ----------------------------------------- | ----------------------------------------- | -------------------- | ------------- | -------------- | ------------- | ------------------ | ------------- | ------------- | ------------- | ----------------------------------- | ------------- | ------------- |
| Frauen                                |            |               |               |                                           |                                           |                      |               |                |               |                    |               |               |               |                                     |               |               |
| Chang Hye-jin                         | Einzel     | 666           | 2             | Lusitania Tatafu                          | 6-0 (82:61)                               | Lidija Sitschenikowa | 6-2 (111:108) | Un Ju-kang     | 6-2 (111:105) | Naomi Folkard      | 7-1 (109:106) | Ki Bo-bae     | 7-3 (127:125) | Lisa Unruh                          | 6-2 (108:107) | Gold          |
| Choi Mi-sun                           | Einzel     | 669           | 1             | Yessica Camilo                            | 6-0 (85:68)                               | Lei Chien-ying       | 6-2 (113:110) | Inna Stepanowa | 7-3 (139:137) | Alejandra Valencia | 0-6 (76:83)   | ausgeschieden | ausgeschieden | ausgeschieden                       | ausgeschieden | 8             |
| Ki Bo-bae                             | Einzel     | 663           | 3             | Shehzana Anwar                            | 7-1 (105:99)                              | Weronika Martschenko | 6-2 (114:108) | San Yu Htwe    | 6-0 (129:136) | Wu Jiaxin          | 6-2 (109:103) | Chang Hye-jin | 3-7 (125:127) | Match um Platz 3 Alejandra Valencia | 6-4 (131:131) | Bronze        |
| Chang Hye-jin Choi Mi-sun Ki Bo-bae   | Mannschaft | 1998          | 1             | direkt qualifiziert für das Viertelfinale | direkt qualifiziert für das Viertelfinale | –                    | –             | –              | –             | –                  | –             | Japan         | 5-1 (166:159) | Chinesisch Taipeh                   | 5-1 (169:155) | Gold          |
| Männer                                |            |               |               |                                           |                                           |                      |               |                |               |                    |               |               |               |                                     |               |               |
| Kim Woo-jin                           | Einzel     | 700           | 1             | Gavin Ben Sutherland                      | 6-5 (83:72)                               | Riau Ega Agatha      | 2-6 (107:110) | ausgeschieden  | ausgeschieden | ausgeschieden      | ausgeschieden | ausgeschieden | ausgeschieden | ausgeschieden                       | ausgeschieden | 17            |
| Ku Bon-chan                           | Einzel     | 681           | 6             | Boris Baláž                               | 6-0 (86:75)                               | Patrick Huston       | 6-0 (86:81)   | Florian Floto  | 6-4 (142:138) | Taylor Worth       | 6-5 (139:137) | Brady Ellison | 6-5 (150:149) | Jean-Charles Valladont              | 7-3 (142:138) | Gold          |
| Lee Seung-yun                         | Einzel     | 676           | 12            | Daniel Xavier                             | 6-2 (122:103)                             | Miguel Alvariño      | 7-1 (114:106) | Atuna Das      | 6-4 (141:140) | Sjef van den Berg  | 6-4 (141:142) | ausgeschieden | ausgeschieden | ausgeschieden                       | ausgeschieden | ausgeschieden |
| Kim Woo-jin Ku Bon-chan Lee Seung-yun | Mannschaft | 2057          | 1             | direkt qualifiziert für das Viertelfinale | direkt qualifiziert für das Viertelfinale | –                    | –             | –              | –             | Niederlande        | 6-0 (171:160) | Australien    | 6-0 (174:169) | Vereinigte Staaten                  | 6-0 (177:170) | Gold          |

### Boxen
| Athleten        | Wettbewerb              | 1. Runde         | 1. Runde | Achtelfinale | Achtelfinale | Viertelfinale | Viertelfinale | Halbfinale    | Halbfinale    | Finale        | Finale        | Rang          |
| Athleten        | Wettbewerb              | Gegner           | Ergebnis | Gegner       | Ergebnis     | Gegner        | Ergebnis      | Gegner        | Ergebnis      | Gegner        | Ergebnis      | Rang          |
| --------------- | ----------------------- | ---------------- | -------- | ------------ | ------------ | ------------- | ------------- | ------------- | ------------- | ------------- | ------------- | ------------- |
| Männer          |                         |                  |          |              |              |               |               |               |               |               |               |               |
| Ham Sang-myeong | Bantamgewicht bis 56 kg | Victor Rodríguez | 2:1      | Zhang Jiawei | 0:3          | ausgeschieden | ausgeschieden | ausgeschieden | ausgeschieden | ausgeschieden | ausgeschieden | ausgeschieden |

### Fechten
| Athleten                                                    | Wettbewerb       | 1. Runde         | 1. Runde | 2. Runde               | 2. Runde | Achtelfinale     | Achtelfinale  | Viertelfinale     | Viertelfinale | Halbfinale / Klassifikation | Halbfinale / Klassifikation | Finale / Platzierung | Finale / Platzierung | Rang          |
| Athleten                                                    | Wettbewerb       | Gegner           | Ergebnis | Gegner                 | Ergebnis | Gegner           | Ergebnis      | Gegner            | Ergebnis      | Gegner                      | Ergebnis                    | Gegner               | Ergebnis             | Rang          |
| ----------------------------------------------------------- | ---------------- | ---------------- | -------- | ---------------------- | -------- | ---------------- | ------------- | ----------------- | ------------- | --------------------------- | --------------------------- | -------------------- | -------------------- | ------------- |
| Frauen                                                      |                  |                  |          |                        |          |                  |               |                   |               |                             |                             |                      |                      |               |
| Choi In-jeong                                               | Degen Einzel     | Freilos          | Freilos  | Wioletta Kolbowa       | 15:12    | Ana Maria Brânză | 15:8          | Rossella Fiamingo | 8:15          | ausgeschieden               | ausgeschieden               | ausgeschieden        | ausgeschieden        | ausgeschieden |
| Kang Young-mi                                               | Degen Einzel     | Freilos          | Freilos  | Sun Yujie              | 15:10    | Emese Szász      | 11:15         | ausgeschieden     | ausgeschieden | ausgeschieden               | ausgeschieden               | ausgeschieden        | ausgeschieden        | ausgeschieden |
| Shin A-lam                                                  | Degen Einzel     | Freilos          | Freilos  | Olena Krywyzka         | 14:15    | ausgeschieden    | ausgeschieden | ausgeschieden     | ausgeschieden | ausgeschieden               | ausgeschieden               | ausgeschieden        | ausgeschieden        | ausgeschieden |
| Choi Eun-sook Choi In-jeong Kang Young-mi Shin A-lam        | Degen Mannschaft | –                | –        | –                      | –        | –                | –             | Estland           | 26:27         | Ukraine                     | 45:34                       | Vereinigte Staaten   | 15:22                | 6             |
| Jeon Hee-sook                                               | Florett Einzel   | Freilos          | Freilos  | Isis Giménez           | 10:8     | Aida Schanajewa  | 11:15         | ausgeschieden     | ausgeschieden | ausgeschieden               | ausgeschieden               | ausgeschieden        | ausgeschieden        | ausgeschieden |
| Nam Hyun-hee                                                | Florett Einzel   | Freilos          | Freilos  | Shiho Nishioka         | 12:15    | ausgeschieden    | ausgeschieden | ausgeschieden     | ausgeschieden | ausgeschieden               | ausgeschieden               | ausgeschieden        | ausgeschieden        | ausgeschieden |
| Hwang Seon-ah                                               | Säbel Einzel     | Freilos          | Freilos  | Manon Brunet           | 11:15    | ausgeschieden    | ausgeschieden | ausgeschieden     | ausgeschieden | ausgeschieden               | ausgeschieden               | ausgeschieden        | ausgeschieden        | ausgeschieden |
| Kim Ji-yeon                                                 | Säbel Einzel     | Freilos          | Freilos  | Nguyễn Thị Lệ Dung     | 15:3     | Loreta Gulotta   | 13:15         | ausgeschieden     | ausgeschieden | ausgeschieden               | ausgeschieden               | ausgeschieden        | ausgeschieden        | ausgeschieden |
| Seo Ji-yeon                                                 | Säbel Einzel     | Freilos          | Freilos  | Jekaterina Djatschenko | 12:15    | ausgeschieden    | ausgeschieden | ausgeschieden     | ausgeschieden | ausgeschieden               | ausgeschieden               | ausgeschieden        | ausgeschieden        | ausgeschieden |
| Hwang Seon-ah Kim Ji-yeon Seo Ji-yeon Yoon Ji-su            | Säbel Mannschaft | –                | –        | –                      | –        | –                | –             | Ukraine           | 40:45         | Frankreich                  | 45:40                       | Polen                | 45:41                | 5             |
| Männer                                                      |                  |                  |          |                        |          |                  |               |                   |               |                             |                             |                      |                      |               |
| Jung Jin-sun                                                | Degen Einzel     | Silvio Fernández | 15:8     | Enrico Garozzo         | 11:15    | ausgeschieden    | ausgeschieden | ausgeschieden     | ausgeschieden | ausgeschieden               | ausgeschieden               | ausgeschieden        | ausgeschieden        | ausgeschieden |
| Park Kyoung-doo                                             | Degen Einzel     | Freilos          | Freilos  | Nikolai Novosjolov     | 10:12    | ausgeschieden    | ausgeschieden | ausgeschieden     | ausgeschieden | ausgeschieden               | ausgeschieden               | ausgeschieden        | ausgeschieden        | ausgeschieden |
| Park Sang-young                                             | Degen Einzel     | Freilos          | Freilos  | Pawel Suchow           | 15:11    | Enrico Garozzo   | 15:12         | Max Heinzer       | 15:4          | Benjamin Steffen            | 15:9                        | Géza Imre            | 15:14                | Gold          |
| Jung Jin-sun Jung Seung-hwa Park Kyoung-doo Park Sang-young | Degen Mannschaft | –                | –        | –                      | –        | –                | –             | Ungarn            | 42:45         | Venezuela                   | 45:40                       | Schweiz              | 45:36                | 5             |
| Heo Jun                                                     | Florett Einzel   | Freilos          | Freilos  | Cheung Ka Long         | 8:15     | ausgeschieden    | ausgeschieden | ausgeschieden     | ausgeschieden | ausgeschieden               | ausgeschieden               | ausgeschieden        | ausgeschieden        | ausgeschieden |
| Gu Bon-gil                                                  | Säbel Einzel     | –                | –        | Mohamed Amer           | 15:9     | Mojtaba Abedini  | 12:15         | ausgeschieden     | ausgeschieden | ausgeschieden               | ausgeschieden               | ausgeschieden        | ausgeschieden        | ausgeschieden |
| Kim Jung-hwan                                               | Säbel Einzel     | –                | –        | Yoandry Iriarte        | 15:7     | Sandro Basadse   | 15:14         | Nikolai Kowaljow  | 15:10         | Áron Szilágyi               | 12:15                       | Mojtaba Abedini      | 15:12                | Bronze        |

### Fußball
| Wettbewerb    | Männer |
| ------------- | --- |
| Athleten      | Kim Dong-jun Sim Sang-min Lee Seul-chan Kim Min-tae Choi Kyu-baek Jang Hyun-soo Son Heung-min Moon Chang-jin Suk Hyun-jun Ryu Seung-woo Hwang Hee-chan Lee Chan-dong Park Dong-jin Park Yong-woo Jeong Seung-hyun Kwon Chang-hoon Lee Chang-min Gu Sung-yun |
| Trainer       | Shin Tae-yong |
| Gruppenphase  | Fidschi 8:0 (1:0) Deutschland 3:3 (1:1) Mexiko 1:0 (0:0) |
| Viertelfinale | Honduras 0:1 (0:0) |
| Halbfinale    | ausgeschieden |
| Finale        | ausgeschieden |
| Platzierung   | – |

### Gewichtheben
| Athleten       | Wettbewerb        | Reißen  | Reißen | Stoßen  | Stoßen | Zweikampf | Zweikampf | Rang   |
| Athleten       | Wettbewerb        | Gewicht | Rang   | Gewicht | Rang   | Gewicht   | Rang      | Rang   |
| -------------- | ----------------- | ------- | ------ | ------- | ------ | --------- | --------- | ------ |
| Frauen         |                   |         |        |         |        |           |           |        |
| Yoon Jin-hee   | Klasse bis 53 kg  | 88 kg   | 5      | 111 kg  | 3      | 199 kg    | 3         | Bronze |
| Lee Hui-sol    | Klasse über 75 kg | 122 kg  | 4      | 153 kg  | 6      | 275 kg    | 5         | 5      |
| Son Young-hee  | Klasse über 75 kg | 118 kg  | 8      | 155 kg  | 5      | 273 kg    | 6         | 6      |
| Männer         |                   |         |        |         |        |           |           |        |
| Han Myeong-mok | Klasse bis 62 kg  | 130 kg  | 6      | 150 kg  | 10     | 280 kg    | 9         | 9      |
| Won Jeong-sik  | Klasse bis 69 kg  | 143 kg  | 9      | 177 kg  | 9      | 320 kg    | 9         | 9      |
| Yu Dong-ju     | Klasse bis 85 kg  | 150 kg  | 12     | 190 kg  | 12     | 340 kg    | 14        | 14     |
| Park Han-woong | Klasse bis 94 kg  | 165 kg  | 10     | 202 kg  | 10     | 367 kg    | 10        | 10     |

### Golf
| Athleten       | Runde 1 | Runde 2 | Runde 3 | Runde 4 | Gesamt | Par | Rang |
| -------------- | ------- | ------- | ------- | ------- | ------ | --- | ---- |
| Frauen         |         |         |         |         |        |     |      |
| Chun In-gee    | 70      | 66      | 72      | 71      | 279    | −5  | T13  |
| Kim Sei-young  | 66      | 73      | 73      | 71      | 283    | −1  | T25  |
| Park In-bee    | 66      | 66      | 70      | 66      | 268    | −16 | Gold |
| Amy Yang       | 73      | 65      | 70      | 67      | 275    | −9  | T4   |
| Männer         |         |         |         |         |        |     |      |
| An Byeong-hun  | 68      | 72      | 70      | 68      | 278    | −6  | 11   |
| Wang Jeung-hun | 70      | 72      | 77      | 67      | 286    | +2  | 43   |

### Handball
| Wettbewerb    | Frauen |
| ------------- | --- |
| Athleten      | Oh Yong-ran (TW) Jung Yu-ra Ryu Eun-hee Park Mi-ra (TW) Yoo Hyun-ji Kim Jin-yi Choi Su-min Sim Hae-in Lee Eun-bi Woo Sun-hee Kim On-a Gwon Han-na Nam Yeong-sin Yu So-jeong Song Hai-rim |
| Trainer       | Lim Young-chul |
| Gruppenphase  | Russland 25:30 (13:12) Schweden 28:31 (15:16) Niederlande 32:32 (17:18) Frankreich 17:21 (11:11) Argentinien 28:22 (12:10)                                                               |
| Viertelfinale | ausgeschieden |
| Halbfinale    | ausgeschieden |
| Finale        | ausgeschieden |
| Platzierung   | 10. Platz |

### Hockey
| Wettbewerb    | Frauen |
| ------------- | --- |
| Athleten      | Jang Soo-ji Seo Jung-eun Park Seung-a An Hyo-ju Han Hye-lyoung Park Mi-hyun Kim Jong-eun Cheon Eun-bi Hong Yoo-jin Cho Hye-jin Kim Bo-mi Kim Hyun-ji Jang Hee-sun Lee Young-sil Park Ki-ju Baek Ee-seul |
| Trainer       | Han Jin-soo |
| Gruppenphase  | Neuseeland 1:4 (0:3) Niederlande 0:4 (0:2) Deutschland 0:2 (0:0) China 0:0 Spanien 2:3 (1:0) |
| Viertelfinale | ausgeschieden |
| Halbfinale    | ausgeschieden |
| Finale        | ausgeschieden |
| Platzierung   | 11. Platz |

### Judo
| Athleten        | Wettbewerb  | 1. Runde       | 1. Runde    | 2. Runde                    | 2. Runde      | Viertelfinale   | Viertelfinale | Halbfinale / Trostrunde | Halbfinale / Trostrunde | Finale / Platz 3 | Finale / Platz 3 | Rang          |
| Athleten        | Wettbewerb  | Gegner         | Ergebnis    | Gegner                      | Ergebnis      | Gegner          | Ergebnis      | Gegner                  | Ergebnis                | Gegner           | Ergebnis         | Rang          |
| --------------- | ----------- | -------------- | ----------- | --------------------------- | ------------- | --------------- | ------------- | ----------------------- | ----------------------- | ---------------- | ---------------- | ------------- |
| Frauen          |             |                |             |                             |               |                 |               |                         |                         |                  |                  |               |
| Jeong Bo-kyeong | bis 48 kg   | Freilos        | Freilos     | N.T. Van                    | 102s0:000s1   | U. Munkhbat     | 101s1:000H    | D. Mestre Álvarez       | 100s0:000s0             | P. Pareto        | 000s0:010s2      | Silber        |
| Kim Jan-di      | bis 57 kg   | Freilos        | Freilos     | R. Silva                    | 000s2:010s3   | ausgeschieden   | ausgeschieden | ausgeschieden           | ausgeschieden           | ausgeschieden    | ausgeschieden    | 9             |
| Bak Ji-yun      | bis 63 kg   | A. Schlesinger | 000s0:100s0 | ausgeschieden               | ausgeschieden | ausgeschieden   | ausgeschieden | ausgeschieden           | ausgeschieden           | ausgeschieden    | ausgeschieden    | ausgeschieden |
| Kim Seong-yeon  | bis 70 kg   | Freilos        | Freilos     | L. Bolder                   | 000s0:110s0   | ausgeschieden   | ausgeschieden | ausgeschieden           | ausgeschieden           | ausgeschieden    | ausgeschieden    | 9             |
| Kim Min-jung    | über 78 kg  | Freilos        | Freilos     | M.S. Altheman               | 001s0:000s0   | I. Ortiz        | 000s0:101s0   | T. Savelkouls           | 102s2:000s1             | Yu Song          | 000s0:100s1      | 5             |
| Männer          |             |                |             |                             |               |                 |               |                         |                         |                  |                  |               |
| Kim Won-jin     | bis 60 kg   | E. Manzi       | 001s3:000s1 | Tsend-Otschiryn Tsogtbaatar | 010s2:001s2   | Beslan Mudranow | 000s2:100s1   | N. Takato               | 000s1:0001s2            | ausgeschieden    | ausgeschieden    | 7             |
| An Ba-ul        | bis 66 kg   | Z. Smagulov    | 110s0:000s2 | K. Le Blouch                | 110s1:000s2   | R. Sobirov      | 010s1:000s2   | M. Ebinuma              | 001s1:000s1             | F. Basile        | 000s0:100s0      | Silber        |
| An Chang-rim    | bis 73 kg   | M. Kasem       | 110s0:000s0 | D. Van Tichelt              | 000s2:010s3   | ausgeschieden   | ausgeschieden | ausgeschieden           | ausgeschieden           | ausgeschieden    | ausgeschieden    | 9             |
| Lee Seung-soo   | bis 81 kg   | E. Coughlan    | 100s0:000s1 | I. Ivanow                   | 000s0:010s2   | ausgeschieden   | ausgeschieden | ausgeschieden           | ausgeschieden           | ausgeschieden    | ausgeschieden    | 9             |
| Gwak Dong-han   | bis 90 kg   | T. Briceno     | 100s0:000s2 | P. Misenga                  | 100s2:000s2   | M. Mehdiyev     | 1000s2:000s4  | Warlam Liparteliani     | 000s0:100s0             | M. Nyman         | 100s0:000s0      | Bronze        |
| Cho Gu-ham      | bis 100 kg  | M. Pacek       | 000s1:000s2 | A. Bloschenko               | 000s0:100s0   | ausgeschieden   | ausgeschieden | ausgeschieden           | ausgeschieden           | ausgeschieden    | ausgeschieden    | 9             |
| Kim Sung-min    | über 100 kg | F. Figueroa    | 102s0:000s0 | R. Meyer                    | 000s0:101s2   | ausgeschieden   | ausgeschieden | ausgeschieden           | ausgeschieden           | ausgeschieden    | ausgeschieden    | 9             |

### Kanu

#### Kanurennsport
| Athleten                   | Wettbewerb | Vorlauf  | Vorlauf | Halbfinale | Halbfinale | Finale   | Finale | Rang |
| Athleten                   | Wettbewerb | Zeit     | Rang    | Zeit       | Rang       | Zeit     | Rang   | Rang |
| -------------------------- | ---------- | -------- | ------- | ---------- | ---------- | -------- | ------ | ---- |
| Männer                     |            |          |         |            |            |          |        |      |
| Cho Kwang-hee Choi Min-kyu | K-2 200 m  | 33,825 s | 6       | 33,767 s   | 4          | 33,812 s | 1      | 9    |

### Leichtathletik
Laufen und Gehen 
| Athleten          | Wettbewerb  | Runde 1 | Runde 1 | Halbfinale | Halbfinale | Finale          | Finale          | Rang |
| Athleten          | Wettbewerb  | Zeit    | Rang    | Zeit       | Rang       | Zeit            | Rang            | Rang |
| ----------------- | ----------- | ------- | ------- | ---------- | ---------- | --------------- | --------------- | ---- |
| Frauen            |             |         |         |            |            |                 |                 |      |
| An Seul-ki        | Marathon    | –       | –       | –          | –          | 2:36:50 h       | 42              | 42   |
| Lim Kyung-hee     | Marathon    | –       | –       | –          | –          | 2:43:31 h       | 70              | 70   |
| Jeon Yeong-eun    | 20 km Gehen | –       | –       | –          | –          | 1:36:31 h       | 39              | 39   |
| Lee Da-seul       | 20 km Gehen | –       | –       | –          | –          | disqualifiziert | disqualifiziert | –    |
| Lee Jeong-eun     | 20 km Gehen | –       | –       | –          | –          | disqualifiziert | disqualifiziert | –    |
| Männer            |             |         |         |            |            |                 |                 |      |
| Kim Kuk-young     | 100 m       | 10,37 s | 51      | –          | –          | ausgeschieden   | ausgeschieden   | 51   |
| Shim Jung-sub     | Marathon    | –       | –       | –          | –          | 2:42:42 h       | 138             | 138  |
| Son Myeong-jun    | Marathon    | –       | –       | –          | –          | 2:36:21 h       | 131             | 131  |
| Byun Young-jun    | 20 km Gehen | –       | –       | –          | –          | 1:30:38 h       | 61              | 61   |
| Choe Byeong-kwang | 20 km Gehen | –       | –       | –          | –          | 1:29:08 h       | 57              | 57   |
| Kim Hyun-sub      | 20 km Gehen | –       | –       | –          | –          | 1:21:44 h       | 17              | 17   |
| Kim Hyun-sub      | 50 km Gehen | –       | –       | –          | –          | nicht beendet   | nicht beendet   | –    |
| Park Chil-sung    | 50 km Gehen | –       | –       | –          | –          | disqualifiziert | disqualifiziert | –    |

Springen und Werfen
| Athleten       | Wettbewerb | Qualifikation | Qualifikation | Finale        | Finale        | Rang |
| Athleten       | Wettbewerb | Weite/Höhe    | Rang          | Weite/Höhe    | Rang          | Rang |
| -------------- | ---------- | ------------- | ------------- | ------------- | ------------- | ---- |
| Männer         |            |               |               |               |               |      |
| Woo Sang-hyeok | Hochsprung | 2,26 m        | 22            | ausgeschieden | ausgeschieden | 22   |
| Yun Seung-hyun | Hochsprung | 2,17 m        | 43            | ausgeschieden | ausgeschieden | 43   |
| Kim Deok-hyeon | Weitsprung | 7,82 m        | 14            | ausgeschieden | ausgeschieden | 14   |
| Kim Deok-hyeon | Dreisprung | 16,36 m       | 27            | ausgeschieden | ausgeschieden | 27   |

### Moderner Fünfkampf
| Athleten      | Fechten | Fechten | Schwimmen   | Schwimmen | Reiten | Reiten | Combined     | Combined | Punkte | Rang |
| Athleten      | Bilanz  | Punkte  | Zeit        | Punkte    | Zeit   | Punkte | Zeit         | Punkte   | Punkte | Rang |
| ------------- | ------- | ------- | ----------- | --------- | ------ | ------ | ------------ | -------- | ------ | ---- |
| Frauen        |         |         |             |           |        |        |              |          |        |      |
| Kim Sun-woo   | 16:19   | 197     | 2:16,06 min | 292       | 0      | 300    | 13:04,28 min | 516      | 1305   | 13   |
| Männer        |         |         |             |           |        |        |              |          |        |      |
| Jun Woong-tae | 13:22   | 178     | 2:00,88 min | 338       | 28     | 272    | 11:02,50 min | 638      | 1426   | 19   |
| Jung Jin-hwa  | 17:18   | 203     | 2:00,82 min | 338       | 17     | 203    | 11:21,80 min | 619      | 1443   | 13   |

### Radsport

#### Bahn
| Athleten                              | Wettbewerb | Qualifikation   | Qualifikation | Finals        | Finals        | Rang |
| Athleten                              | Wettbewerb | Zeit            | Rang          | Zeit          | Rang          | Rang |
| ------------------------------------- | ---------- | --------------- | ------------- | ------------- | ------------- | ---- |
| Frauen                                |            |                 |               |               |               |      |
| Lee Hye-jin                           | Keirin     | –               | –             | Finale 7–12   | 2             | 8    |
| Männer                                |            |                 |               |               |               |      |
| Kang Dong-jin                         | Sprint     | 10,092 s        | 20            | ausgeschieden | ausgeschieden | 20   |
| Im Chae-bin                           | Sprint     |                 |               | ausgeschieden | ausgeschieden | 22   |
| Kang Dong-jin                         | Keirin     |                 |               | ausgeschieden | ausgeschieden | 17   |
| Im Chae-bin                           | Keirin     |                 |               | ausgeschieden | ausgeschieden | 13   |
| Im Chae-bin Kang Dong-jin Son Je-yong | Teamsprint | disqualifiziert |               |               |               |      |

Omnium
| Männer         |   |    |    |    |    |    |    |    |    |    |     |   |   |   |
| Park Sang-hoon | 9 | 24 | 12 | 18 | 14 | 14 | 12 | 18 | 14 | 14 | DNF | – | – | – |

#### Straße
| Athleten      | Wettbewerb    | Zeit          | Rang          |
| ------------- | ------------- | ------------- | ------------- |
| Frauen        |               |               |               |
| Na Ah-reum    | Straßenrennen | 3:58:03 h     | 30            |
| Männer        |               |               |               |
| Kim Ok-cheol  | Straßenrennen | nicht beendet | nicht beendet |
| Seo Joon-yong | Straßenrennen | nicht beendet | nicht beendet |

### Reiten
| Dressur                    |            |            |               |               |               |      |
| Athleten                   | Wettbewerb | Prozent    | Prozent       | Prozent       | Prozent       | Rang |
| Athleten                   | Wettbewerb | Grand Prix | GP Spécial    | Durchschnitt  | GP Kür        | Rang |
| Kim Dong-seon mit Bukowski | Einzel     | 68,657     | ausgeschieden | ausgeschieden | ausgeschieden | 43   |

### Ringen
| Athleten                         | Wettbewerb       | 1. Runde         | 1. Runde | Achtelfinale  | Achtelfinale  | Viertelfinale      | Viertelfinale | Halbfinale    | Halbfinale    | Hoffnungsrunde Viertelfinale | Hoffnungsrunde Viertelfinale | Hoffnungsrunde Halbfinale | Hoffnungsrunde Halbfinale | Hoffnungsrunde Finale | Hoffnungsrunde Finale | Finale        | Finale        | Rang   |
| Athleten                         | Wettbewerb       | Gegner           | Ergebnis | Gegner        | Ergebnis      | Gegner             | Ergebnis      | Gegner        | Ergebnis      | Gegner                       | Ergebnis                     | Gegner                    | Ergebnis                  | Gegner                | Ergebnis              | Gegner        | Ergebnis      | Rang   |
| -------------------------------- | ---------------- | ---------------- | -------- | ------------- | ------------- | ------------------ | ------------- | ------------- | ------------- | ---------------------------- | ---------------------------- | ------------------------- | ------------------------- | --------------------- | --------------------- | ------------- | ------------- | ------ |
| Freistil Männer                  |                  |                  |          |               |               |                    |               |               |               |                              |                              |                           |                           |                       |                       |               |               |        |
| Yun Jun-sik                      | Klasse bis 57 kg | Hacı Əliyev      | 1:4      | ausgeschieden | ausgeschieden | ausgeschieden      | ausgeschieden | ausgeschieden | ausgeschieden | ausgeschieden                | ausgeschieden                | ausgeschieden             | ausgeschieden             | ausgeschieden         | ausgeschieden         | ausgeschieden | ausgeschieden | 17     |
| Kim Gwan-uk                      | Klasse bis 86 kg | Reineris Salas   | 0:5      | ausgeschieden | ausgeschieden | ausgeschieden      | ausgeschieden | ausgeschieden | ausgeschieden | ausgeschieden                | ausgeschieden                | ausgeschieden             | ausgeschieden             | ausgeschieden         | ausgeschieden         | ausgeschieden | ausgeschieden | 16     |
| griechisch-römischer Stil Männer |                  |                  |          |               |               |                    |               |               |               |                              |                              |                           |                           |                       |                       |               |               |        |
| Lee Jung-baik                    | Klasse bis 59 kg | Stig André Berge | 0:3      | ausgeschieden | ausgeschieden | ausgeschieden      | ausgeschieden | ausgeschieden | ausgeschieden | ausgeschieden                | ausgeschieden                | ausgeschieden             | ausgeschieden             | ausgeschieden         | ausgeschieden         | ausgeschieden | ausgeschieden | 14     |
| Ryu Han-su                       | Klasse bis 66 kg | Freilos          | Freilos  | Tamás Lőrincz | 3:0           | Mihran Harutjunjan | 1:3           | –             | –             | Freilos                      | Freilos                      | Adham Ahmed Saleh         | 3:0                       | Rəsul Çunayev         | 0:4                   | –             | –             | 5      |
| Kim Hyeon-woo                    | Klasse bis 75 kg | Freilos          | Freilos  | Roman Wlassow | 1:3           | –                  | –             | –             | –             | Freilos                      | Freilos                      | Yang Bin                  | 3:1                       | Božo Starčević        | 3:1                   | –             | –             | Bronze |

### Rudern
| Athleten      | Wettbewerb | Vorlauf     | Vorlauf | Vorlauf       | Hoffnungslauf | Hoffnungslauf | Hoffnungslauf | Viertelfinale | Viertelfinale | Viertelfinale | Halbfinale  | Halbfinale | Halbfinale    | Finale      | Finale | Rang |
| Athleten      | Wettbewerb | Zeit        | Platz   | Qualifikation | Zeit          | Platz         | Qualifikation | Zeit          | Platz         | Qualifikation | Zeit        | Platz      | Qualifikation | Zeit        | Platz  | Rang |
| ------------- | ---------- | ----------- | ------- | ------------- | ------------- | ------------- | ------------- | ------------- | ------------- | ------------- | ----------- | ---------- | ------------- | ----------- | ------ | ---- |
| Frauen        |            |             |         |               |               |               |               |               |               |               |             |            |               |             |        |      |
| Kim Ye-ji     | Einer      | 8:24,79 min | 4       | Hoffnungslauf | 7:59,59 min   | 1             | Viertelfinale | 7:51,80 min   | 4             | Halbfinale C  | 8:12,58 min | 3          | C-Finale      | 7:52,68 min | 6      | 18   |
| Männer        |            |             |         |               |               |               |               |               |               |               |             |            |               |             |        |      |
| Kim Dong-yong | Einer      | 7:20,85 min | 4       | Hoffnungslauf | 7:12,96 min   | 1             | Viertelfinale | 7:05,69 min   | 5             | Halbfinale C  | 7:20,10 min | 3          | C-Finale      | 6:59,72 min | 5      | 17   |

### Schießen
| Athleten        | Wettbewerb                               | Qualifikation   | Qualifikation | Finale          | Finale        | Ringe/ Scheiben | Rang   |
| Athleten        | Wettbewerb                               | Ringe/ Scheiben | Rang          | Ringe/ Scheiben | Rang          | Ringe/ Scheiben | Rang   |
| --------------- | ---------------------------------------- | --------------- | ------------- | --------------- | ------------- | --------------- | ------ |
| Frauen          |                                          |                 |               |                 |               |                 |        |
| Kim Min-jung    | Luftpistole 10 Meter                     | 380             | 18            | ausgeschieden   | ausgeschieden | 380             | 18     |
| Kwak Jung-hye   | Luftpistole 10 Meter                     | 380             | 15            | ausgeschieden   | ausgeschieden | 380             | 15     |
| Hwang Seong-eun | Sportpistole 25 Meter                    | 577             | 18            | ausgeschieden   | ausgeschieden | 577             | 18     |
| Kim Jang-mi     | Sportpistole 25 Meter                    | 582             | 9             | ausgeschieden   | ausgeschieden | 582             | 9      |
| Kim Eun-hye     | Luftgewehr 10 Meter                      | 410,8           | 36            | ausgeschieden   | ausgeschieden | 410,8           | 36     |
| Park Hae-mi     | Luftgewehr 10 Meter                      | 414,4           | 19            | ausgeschieden   | ausgeschieden | 414,4           | 19     |
| Jang Geum-young | Kleinkaliber Dreistellungskampf 50 Meter | 568             | 35            | ausgeschieden   | ausgeschieden | 568             | 35     |
| Lee Kye-rim     | Kleinkaliber Dreistellungskampf 50 Meter | 570             | 32            | ausgeschieden   | ausgeschieden | 570             | 32     |
| Männer          |                                          |                 |               |                 |               |                 |        |
| Jin Jong-oh     | Luftpistole 10 Meter                     | 584             | 2             | 139,8           | 5             | 723,8           | 5      |
| Lee Dae-myung   | Luftpistole 10 Meter                     | 577             | 19            | ausgeschieden   | ausgeschieden | 577             | 19     |
| Han Seung-woo   | Freie Pistole 50 Meter                   | 562             | 3             | 151             | 4             | 713             | 4      |
| Jin Jong-oh     | Freie Pistole 50 Meter                   | 567             | 1             | 193,7           | 1             | 760,7           | Gold   |
| Kang Min-su     | Schnellfeuerpistole 25 Meter             | 564             | 21            | ausgeschieden   | ausgeschieden | 564             | 21     |
| Kim Jun-hong    | Schnellfeuerpistole 25 Meter             | 581             | 8             | ausgeschieden   | ausgeschieden | 581             | 8      |
| Jung Ji-geun    | Luftgewehr 10 Meter                      | 616,7           | 43            | ausgeschieden   | ausgeschieden | 616,7           | 43     |
| Kim Hyeon-jun   | Luftgewehr 10 Meter                      | 624,4           | 11            | ausgeschieden   | ausgeschieden | 624,4           | 11     |
| Kim Hyeon-jun   | Kleinkaliber Dreistellungskampf 50 Meter | 1165            | 32            | ausgeschieden   | ausgeschieden | 1165            | 32     |
| Kim Jong-hyun   | Kleinkaliber Dreistellungskampf 50 Meter | 1170            | 16            | ausgeschieden   | ausgeschieden | 1170            | 16     |
| Kim Jong-hyun   | Kleinkaliber liegend 50 Meter            | 628,1           | 3             | 208,2           | 2             | 836,3           | Silber |
| Kwon Jun-cheol  | Kleinkaliber liegend 50 Meter            | 623,2           | 11            | ausgeschieden   | ausgeschieden | 623,2           | 11     |

### Schwimmen
| Athleten       | Wettbewerb          | Vorlauf          | Vorlauf          | Halbfinale       | Halbfinale       | Finale           | Finale           | Rang             |
| Athleten       | Wettbewerb          | Zeit             | Rang             | Zeit             | Rang             | Zeit             | Rang             | Rang             |
| -------------- | ------------------- | ---------------- | ---------------- | ---------------- | ---------------- | ---------------- | ---------------- | ---------------- |
| Frauen         |                     |                  |                  |                  |                  |                  |                  |                  |
| An Se-hyeon    | 100 m Schmetterling | 57,80 s          | 10               | 57,95 s          | 9                | ausgeschieden    | ausgeschieden    | 9                |
| An Se-hyeon    | 200 m Schmetterling | 2:08,42 min      | 13               | 2:08,69 min      | 13               | ausgeschieden    | ausgeschieden    | 13               |
| Park Jin-young | 200 m Schmetterling | 2:09,99 min      | 21               | ausgeschieden    | ausgeschieden    | ausgeschieden    | ausgeschieden    | 21               |
| Back Su-yeon   | 200 m Brust         | 2:32,79 min      | 29               | ausgeschieden    | ausgeschieden    | ausgeschieden    | ausgeschieden    | 29               |
| Kim Seo-yeong  | 200 m Lagen         | 2:11,75 min      | 10               | 2:12,15 min      | 12               | ausgeschieden    | ausgeschieden    | 12               |
| Nam Yoo-sun    | 200 m Lagen         | 2:16,11 min      | 32               | ausgeschieden    | ausgeschieden    | ausgeschieden    | ausgeschieden    | 32               |
| Männer         |                     |                  |                  |                  |                  |                  |                  |                  |
| Park Tae-hwan  | 100 m Freistil      | 49,24 s          | 32               | ausgeschieden    | ausgeschieden    | ausgeschieden    | ausgeschieden    | 32               |
| Park Tae-hwan  | 200 m Freistil      | 1:48,06 min      | 29               | ausgeschieden    | ausgeschieden    | ausgeschieden    | ausgeschieden    | 29               |
| Park Tae-hwan  | 400 m Freistil      | 3:45,63 min      | 10               | –                | –                | ausgeschieden    | ausgeschieden    | 10               |
| Park Tae-hwan  | 1500 m Freistil     | nicht angetreten | nicht angetreten | nicht angetreten | nicht angetreten | nicht angetreten | nicht angetreten | nicht angetreten |
| Won Young-jun  | 100 m Rücken        | 55,05 s          | 30               | ausgeschieden    | ausgeschieden    | ausgeschieden    | ausgeschieden    | 30               |
| Choi Kyu-woong | 200 m Brust         | 2:13,36 min      | 24               | ausgeschieden    | ausgeschieden    | ausgeschieden    | ausgeschieden    | 24               |

### Segeln
Fleet Race
| Athleten                 | Wettbewerb      | Qualifikation | Qualifikation | Medal Race    | Medal Race    | Punkte | Rang |
| Athleten                 | Wettbewerb      | Punkte        | Rang          | Punkte        | Rang          | Punkte | Rang |
| ------------------------ | --------------- | ------------- | ------------- | ------------- | ------------- | ------ | ---- |
| Männer                   |                 |               |               |               |               |        |      |
| Lee Tae-hoon             | Windsurfen RS:X | 165           | 18            | ausgeschieden | ausgeschieden | 165    | 18   |
| Ha Jee-min               | Laser           | 109           | 13            | ausgeschieden | ausgeschieden | 109    | 13   |
| Kim Chang-ju Kim Ji-hoon | 470             | 146           | 19            | ausgeschieden | ausgeschieden | 146    | 19   |

### Taekwondo
| Athleten     | Wettbewerb        | Achtelfinale         | Achtelfinale    | Viertelfinale          | Viertelfinale | Hoffnungsrunde Halbfinale | Hoffnungsrunde Halbfinale | Halbfinale     | Halbfinale | Hoffnungsrunde Finale       | Hoffnungsrunde Finale | Finale            | Finale   | Rang   |
| Athleten     | Wettbewerb        | Gegner               | Ergebnis        | Gegner                 | Ergebnis      | Gegner                    | Ergebnis                  | Gegner         | Ergebnis   | Gegner                      | Ergebnis              | Gegner            | Ergebnis | Rang   |
| ------------ | ----------------- | -------------------- | --------------- | ---------------------- | ------------- | ------------------------- | ------------------------- | -------------- | ---------- | --------------------------- | --------------------- | ----------------- | -------- | ------ |
| Frauen       |                   |                      |                 |                        |               |                           |                           |                |            |                             |                       |                   |          |        |
| Kim So-hui   | Klasse bis 49 kg  | Julissa Diez         | 10:2            | Panipak Wongpattanakit | 6:5           | –                         | –                         | Yasmina Aziez  | 1:0        | –                           | –                     | Tijana Bogdanović | 7:6      | Gold   |
| Oh Hye-ri    | Klasse bis 67 kg  | Melissa Pagnotta     | 9:3             | Chuang Chia-chia       | 21:9          | –                         | –                         | Fəridə Əzizova | 6:5        | –                           | –                     | Haby Niaré        | 13:12    | Gold   |
| Männer       |                   |                      |                 |                        |               |                           |                           |                |            |                             |                       |                   |          |        |
| Kim Tae-hun  | Klasse bis 58 kg  | Tawin Hanprab        | 10:12           | –                      | –             | Safwan Khalil             | 4:1                       | –              | –          | Carlos Rubén Navarro Valdez | 7:5                   | –                 | –        | Bronze |
| Lee Dae-hoon | Klasse bis 68 kg  | David Boui           | 6:0             | Ahmad Abughaush        | 8:11          | Ghofran Zaki              | 14:6                      | –              | –          | Jaouad Achab                | 11:7                  | –                 | –        | Bronze |
| Cha Dong-min | Klasse über 80 kg | Arman-Marshall Silla | disqualifiziert | Radik İsayev           | 8:12          | Ruslan Zhaparov           | 5:2                       | –              | –          | Dmitriy Shokin              | 4:3                   | –                 | –        | Bronze |

### Tischtennis
| Athleten                               | Wettbewerb | Vorrunde | Vorrunde | 1. Runde | 1. Runde | 2. Runde | 2. Runde | 3. Runde       | 3. Runde | Achtelfinale  | Achtelfinale  | Viertelfinale | Viertelfinale | Halbfinale    | Halbfinale    | Finale        | Finale        | Rang          |
| Athleten                               | Wettbewerb | Gegner   | Ergebnis | Gegner   | Ergebnis | Gegner   | Ergebnis | Gegner         | Ergebnis | Gegner        | Ergebnis      | Gegner        | Ergebnis      | Gegner        | Ergebnis      | Gegner        | Ergebnis      | Rang          |
| -------------------------------------- | ---------- | -------- | -------- | -------- | -------- | -------- | -------- | -------------- | -------- | ------------- | ------------- | ------------- | ------------- | ------------- | ------------- | ------------- | ------------- | ------------- |
| Frauen                                 |            |          |          |          |          |          |          |                |          |               |               |               |               |               |               |               |               |               |
| Jeon Ji-hee                            | Einzel     | Freilos  | Freilos  | Freilos  | Freilos  | Freilos  | Freilos  | Matilda Ekholm | 4:1      | Yu Mengyu     | 1:4           | ausgeschieden | ausgeschieden | ausgeschieden | ausgeschieden | ausgeschieden | ausgeschieden | ausgeschieden |
| Suh Hyo-won                            | Einzel     | Freilos  | Freilos  | Freilos  | Freilos  | Freilos  | Freilos  | Lily Zhang     | 4:1      | Cheng I-Ching | 3:4           | ausgeschieden | ausgeschieden | ausgeschieden | ausgeschieden | ausgeschieden | ausgeschieden | ausgeschieden |
| Jeon Ji-hee Suh Hyo-won Yang Ha-eun    | Mannschaft | –        | –        | –        | –        | –        | –        | –              | –        | Rumänien      | 3:2           | Singapur      | 2:3           | ausgeschieden | ausgeschieden | ausgeschieden | ausgeschieden | ausgeschieden |
| Männer                                 |            |          |          |          |          |          |          |                |          |               |               |               |               |               |               |               |               |               |
| Jung Young-sik                         | Einzel     | Freilos  | Freilos  | Freilos  | Freilos  | Freilos  | Freilos  | Liam Pitchford | 4:1      | Ma Long       | 2:4           | ausgeschieden | ausgeschieden | ausgeschieden | ausgeschieden | ausgeschieden | ausgeschieden | ausgeschieden |
| Lee Sang-su                            | Einzel     | Freilos  | Freilos  | Freilos  | Freilos  | Freilos  | Freilos  | Adrian Crișan  | 3:4      | ausgeschieden | ausgeschieden | ausgeschieden | ausgeschieden | ausgeschieden | ausgeschieden | ausgeschieden | ausgeschieden | ausgeschieden |
| Joo Se-hyuk Jung Young-sik Lee Sang-su | Mannschaft | –        | –        | –        | –        | –        | –        | –              | –        | Brasilien     | 3:0           | Schweden      | 3:0           | China         | 0:3           | Deutschland   | 1:3           | 4             |

### Turnen

#### Gerätturnen
| Athleten                                                           | Wettbewerb           | Qualifikation | Qualifikation | Finale        | Finale        | Rang |
| Athleten                                                           | Wettbewerb           | Punkte        | Rang          | Punkte        | Rang          | Rang |
| ------------------------------------------------------------------ | -------------------- | ------------- | ------------- | ------------- | ------------- | ---- |
| Frauen                                                             |                      |               |               |               |               |      |
| Lee Eun-ju                                                         | Sprung               | 12,800        | 53            | ausgeschieden | ausgeschieden | 53   |
| Lee Eun-ju                                                         | Stufenbarren         | 13,500        | 53            | ausgeschieden | ausgeschieden | 53   |
| Lee Eun-ju                                                         | Schwebebalken        | 12,533        | 53            | ausgeschieden | ausgeschieden | 53   |
| Lee Eun-ju                                                         | Boden                | 12,566        | 53            | ausgeschieden | ausgeschieden | 53   |
| Männer                                                             |                      |               |               |               |               |      |
| Park Min-soo                                                       | Mehrkampf Einzel     | 85,266        | 27            | ausgeschieden | ausgeschieden | 27   |
| Kim Han-sol Lee Sang-wook Park Min-soo Shin Dong-hyen Yoo Won-chul | Mehrkampf Mannschaft | 247,645       | 11            | ausgeschieden | ausgeschieden | 11   |

#### Rhythmische Sportgymnastik
| Athletinnen  | Wettbewerb       | Qualifikation | Qualifikation | Finale | Finale | Rang |
| Athletinnen  | Wettbewerb       | Punkte        | Rang          | Punkte | Rang   | Rang |
| ------------ | ---------------- | ------------- | ------------- | ------ | ------ | ---- |
| Frauen       |                  |               |               |        |        |      |
| Son Yeon-jae | Mehrkampf Einzel | 71,95         | 5             | 72,898 | 4      | 4    |

### Volleyball

#### Hallenvolleyball
| Wettbewerb    | Frauen |
| ------------- | --- |
| Athletinnen   | Lee Hyo-hee Kim Hee-jin Kim Hae-ran Hwang Youn-joo Lee Jae-yeong Nam Jie-youn Kim Yeon-koung Kim Su-ji Park Jeong-ah Yang Hyo-jin Bae Yoo-na Yeum Hye-seon |
| Trainer       | Lee Jung-chul |
| Gruppenphase  | Japan 3:1 Russland 1:3 Argentinien 3:0 Brasilien 0:3 Kamerun 3:0                                                                                           |
| Viertelfinale | Niederlande 1:3 |
| Halbfinale    | ausgeschieden |
| Finale        | ausgeschieden |
| Platzierung   | 5. Platz |

### Wasserspringen
| Athleten   | Wettbewerb        | Vorkampf | Vorkampf | Halbfinale    | Halbfinale    | Finale        | Finale        | Rang |
| Athleten   | Wettbewerb        | Punkte   | Rang     | Punkte        | Rang          | Punkte        | Rang          | Rang |
| ---------- | ----------------- | -------- | -------- | ------------- | ------------- | ------------- | ------------- | ---- |
| Männer     |                   |          |          |               |               |               |               |      |
| Woo Ha-ram | Kunstspringen 3 m | 364,10   | 24       | ausgeschieden | ausgeschieden | ausgeschieden | ausgeschieden | 24   |
| Woo Ha-ram | Turmspringen 10 m | 438,45   | 11       | 453,85        | 12            | 414,55        | 11            | 11   |